# 月刊空手道
月刊空手道（げっかんからてどう）は、かつて発行されていた空手道専門誌。
1956年より空手研究家である金城裕が発刊した空手時報社版と、1976年より日本空手協会の機関誌として発刊されている福昌堂版があった。

## 空手時報社版
空手時報社版は1956年、金城裕により発刊された。
元々金城は韓武舘の出版部より尹曦炳らとともに「からて」という機関紙を発刊していたが、尹曦炳の帰国後それを受け継ぐ形で、流派を越えた雑誌を発刊した。それが月刊空手道である。
空手総合誌らしく創刊号には表紙に船越義珍、見開きに遠山寛賢（全日本空手道連盟(旧)総本部修道舘大師範）、大塚博紀（和道流開祖）、蔡長庚（全日本空手道連盟(旧)会長）、山口剛玄（全日本空手道剛柔会）が紹介され、巻末には金城と大山倍達の対談が掲載された。
なお、その後空手時報社版は絶版となっていたが、1997年に榕樹書林より合本完全版が復刻発売されている。

## 福昌堂版
1977年に空手時報社版を受け継ぐ形で、最初は季刊誌として創刊された。
福昌堂版は元々日本空手協会の機関誌として開始したため、創刊当時は日本空手協会の情報を中心に各流派や団体を紹介するという体裁の記事が多かった。
その後は空手総合誌として、流派、ルール等に関係なく広く紹介していたが、「月刊フルコンタクトKARATE」が昭和60年に姉妹紙として創刊されると、フルコンタクト空手やグローブ空手などはそちらに掲載されるようになった。「月刊空手道」は伝統派空手、防具付き空手、琉球古武道などの情報にとどまっていた。
2015年に「月刊空手道」と「月刊フルコンタクトKARATE」を統合し、月刊「空手道＆フルコンタクト」としてリニューアルしたが、福昌堂は2016年1月20日に東京地方裁判所から破産手続開始決定を受けた。これにより、月刊「空手道＆フルコンタクト」は2015年12月22日発売の2016年2月号が最後の発行となった。
福昌堂の破産管財人は、月刊「空手道＆フルコンタクト」のバックナンバーの取扱については検討中としている。